# Пров из Равенны
Пров (Проб; лат. Probus) — епископ Равенны (около 175 года), святой (день памяти — 10 ноября).
Святой Пров был шестым епископом Равенны, согласно сохранившимся списку епископов и святым мощам. Его называют предшественником святого Дата на епископской кафедре. Иногда его жизнь датируют III или IV веками. Святой епископ Максимиан освятил в его честь храм в Классе.